# Herbert Rößler
Herbert Rößler (* 25. Juli 1911 in Oberfriedersdorf (heutiges Friedersdorf/Oberlausitz); † 13. Januar 1997 in Bingen) war ein deutscher Kunsterzieher, Maler, Lyriker und Essayist.

## Leben
Rößler wurde in Friedersdorf in der Oberlausitz geboren. Er erlangte das Abitur 1932 an einer Internatsschule in Bischofswerda und begann anschließend ein Studium der Kunsterziehung, des Zeichnens und Malens sowie der Geographie an der Kunstakademie und Universität Dresden. Nach einem Studienaufenthalt in Wien, kehrte er nach Dresden zurück und legte 1937 die Staatsprüfung ab. Er arbeitete anschließend als Lehrer in Dresden und am sächsischen Landesgymnasium Sankt Afra in Meißen. 1938 wurde er an das Gymnasium in Zittau berufen. Kurz vor Kriegsbeginn wurde Rößler nach Schönlanke (heutiges Trzcianka/Polen) nahe der damaligen polnischen Grenze versetzt. Ab 1940 war er als Soldat in Frankreich und Italien. Bei dem Luftangriff auf Dresden verloren Rößler und seine Frau Margot am 13./14. Februar 1945 ihre beiden Kinder. 1945 wurde Rößler Kunsterzieher an der Goethe-Oberschule in Bischofswerda. 1949 verließen Rößler und seine Frau Margot die Oberlausitzer Heimat und gingen als Flüchtlinge in den Westen. Rößler fand 1950 eine Anstellung als Kunsterzieher am Stefan-George-Gymnasium in Bingen, die er bis zum Ruhestand 1970 innehatte. In den folgenden Jahren hielt Rößler zahlreiche Einzelvorträge und Vortragsreihen zu Geschichte, Kunst und Lyrik. Rößler verstarb am 13. Januar 1997 in Bingen.

## Ehrungen
- 1974 Ehrenmitgliedschaft der Binger Volksschule
- 1981 Ältestes Stadtsiegel in Silber der Stadt Bingen
- 1986 Adolf-Georg-Bartels-Gedächtnis-Ehrung
- 1988 Lyrik-Preis „Zum Halben Bogen“
- 1991 Graphikum-Literaturpreis

## Werke

### Künstlerisches Werk
Das künstlerische Werk Rößlers umfasst ein breites Spektrum abstrakter, wie gegenständlicher Aquarell- und Tuschearbeiten sowie Zeichnungen. Neben Einzelbildern und Bilderserien umfasst es Buchillustrationen und Widmungen.
Zeitlich umfassen die Arbeiten seine Jugend- und Schulzeit, das anschließende Kunststudium sowie das gesamte weitere Leben. Große Teile des Werkes aus der Zeit vor 1945 gelten als verschollen. Dies umfasst u. a. Arbeiten während Studienreisen nach Wien, Ungarn und Konstantinopel sowie die künstlerischen Arbeiten als Soldat in Italien und Frankreich. Die Flucht in den Westen stellt eine weitere Zäsur dar. Ab den frühen 1960er Jahren erfolgen erste Ausstellungen, weitere Ausstellungsreihen folgten in den 1970er und 1980er Jahren in Verbindung mit der Binger Volkshochschule und dem Kunstkreis Bingen.
Rößler hinterließ der Stadt Bingen alle Werke aus seinem Nachlass.

### Lyrik

#### Veröffentlichungen
- Herbert Rößler: Sternbildwege. München, Maistrassenpresse, 1965.
- Herbert Rößler: Windsamen. Schneider Verlag 1971.
- Herbert Rößler: Nebelschnee. Calatra-Press Lahnstein, 1979, ISBN 3-88138-046-9.
- Herbert Rößler: Weiße Schnüre der Stille. Calatra-Press Lahnstein, 1982.
- Herbert Rößler: Ehegestern. Graphikum Mock Göttingen, 1996.
- Herbert Rößler: Weisse Schnüre der Stille – Gedichte. Calatra-Presse Lahnstein, ISBN 978-3-88138-060-7.
- Herbert Rößler: Gedichte. Graphikum Göttingen, ISBN 978-3-88996-304-8.

#### Weitere
- Höre die toten Steine
- Narbenschrift
- Die Berge dunkeln

Rößler, Herbert, Hrsg. Ingrid Grunsky und Mechthild Heieck, Über den Abend hinaus: Gedichte aus dem Nachlass, Graphikum Mock Göttingen, 1999, ISBN 978-3-88996-439-7.
Einzelne Gedichte wurden vertont.